# República Socialista Soviètica del Tadjikistan
La República Socialista Soviètica del Tadjikistan (RSS del Tadjikistan) és el nom que va rebre el Tadjikistan quan va formar part de la Unió Soviètica entre el 1929 i el 1991. Inicialment es va crear -el 14 d'octubre de 1924- la República Socialista Soviètica Autònoma del Tadjikistan (RSSA del Tadjikistan) com a part de l'RSS de l'Uzbekistan. El 1929 es fundà la República Socialista Soviètica del Tadjikistan i el 1937 s'hi afegí la regió autònoma del Pamir.
Assolí la independència el 9 de setembre del 1991.